# Mulde (Fluss)
Die Mulde, auch Vereinte Mulde oder Vereinigte Mulde, ist ein linker, nicht schiffbarer Nebenfluss der Elbe. Sie entsteht südöstlich von Leipzig bei Sermuth (Sachsen) durch Vereinigung zweier großer Quellflüsse, der längeren Zwickauer Mulde und der mit größerem Abfluss ein größeres Einzugsgebiet entwässernden Freiberger Mulde.
Das Einzugsgebiet des Flusses umfasst große Teile Sachsens und besonders den weitaus größten Teil der Nordabdachung des Erzgebirges. Mit einer Wasserführung von annähernd 73 m³/s an der Mündung ist sie der viertgrößte Nebenfluss der Elbe.
Die alte Namensform der Mulde, Milda, wird von Namenforschern als die Wasserreiche übersetzt. Der Wortbestandteil Mel mit Bezug auf Mahlen wird zuweilen angesichts einer Vielzahl früher am Fluss betriebener Mühlen mit dem Namen in Verbindung gebracht, was außer Acht lässt, dass Flussnamen die älteste, oft slawische bzw. keltische geographische Namensschicht darstellen.

## Einzugsgebiet
Obwohl die Vereinigung der beiden Quellflüsse bei ungefähr der Hälfte der gesamten Lauflänge der Mulde stattfindet, führen ihr die Freiberger und die Zwickauer Mulde bereits über 80 % der gesamten Wassermenge zu. Dies liegt zum einen an der Form des Einzugsgebietes, das im Erzgebirge sehr breit ist und zur Elbe hin schmal wird, und zum anderen an den im Gebirge höheren Niederschlägen und gleichzeitig höheren Anteilen abfließenden Wassers. Die Form der Einzugsgebiete bedingt auch, dass die längere Zwickauer Mulde am Zusammenfluss der kleinere der Quellflüsse ist.
Der stark dominierende hydrologische Hauptast des Flusssystems der Freiberger Mulde ist die Zschopau. In deren oberem Einzugsgebiet ist es mit der Flöha wiederum ein namentlicher Nebenfluss, der die größere Wasserführung einbringt und damit der eigentliche Quellfluss der Mulde ist. Über diesen Hauptfließweg ist die Mulde rund 267 Kilometer lang, über den längsten Fließweg (Zwickauer Mulde) gut 314 Kilometer.
Das Einzugsgebiet der Mulde weist für viele wichtige Fließwege Gesamtgefälle von 600 bis 900 Metern auf, so dass hier für Norddeutschland außergewöhnlich hohe Fließgeschwindigkeiten vorherrschen. Die Mulde wird mitunter sogar als der am schnellsten fließende Fluss Mitteleuropas bezeichnet.

## Verlauf
Die Mulde verläuft ausschließlich im Norddeutschen Tiefland, fließt anfangs durch das Sächsische Hügelland und führt an Grimma, Nerchau und Trebsen vorbei. Ungefähr bei Wurzen, an dessen westlichem Rand sie verläuft, erreicht die Mulde das Elbe-Mulde-Tiefland. Sie durchfließt anschließend Eilenburg und Bad Düben und verlässt kurz darauf sächsisches Gebiet. Den restlichen Fließweg bis zu ihrer Mündung legt die Mulde in Sachsen-Anhalt zurück.
Im weiteren Verlauf floss die Mulde bis 1975 westlich der beiden Orte Pouch und Friedersdorf auf dem Gebiet des heutigen Goitzschesees. Seitdem wird sie östlich der beiden Orte im Muldestausee – einem ehemaligen Tagebau – aufgestaut. Anschließend fließt die Mulde an Muldenstein, Jeßnitz, Raguhn und Dessau vorbei und mündet zwischen Dessau und Roßlau nach 147 km in die Elbe.
Das Revitalisierungsprojekt „Wilde Mulde“ für den Unterlauf in Dessau wurde im November 2018 als offizielles Projekt der UN-Dekade Biologische Vielfalt ausgezeichnet.

## Geologie
Zum Ende der Elster-Kaltzeit floss die Mulde ab Großbothen und Großbardau weiter in Richtung Nordwesten durch die heutige Stadt Leipzig, wo ihr zeitweilig auch die Saale zufloss. Sie erodierte dabei mehrere Rinnen, die sie bis zur Saale-Kaltzeit wieder auffüllte – der Markkleeberger Muldelauf die Espenhainer Rinne und der Leipziger Muldelauf die Naunhofer Rinne.
Vor etwa 130.000 bis 160.000 Jahren, zum Ende der Saale-Kaltzeit, brach die Mulde bei Grimma durch und floss im heutigen Flussbett nach Norden. Das verbliebene Leipziger Muldetal wird seitdem von der Parthe durchflossen.

## Hochwasser
Beim Jahrhunderthochwasser 2002 war das Flussgebiet der Mulde neben denen der Elbe, der Müglitz und der Weißeritz am stärksten betroffen. Beim Hochwasser im Juni 2013 musste ein an der Mulde zum Seelhausener See führender Damm zur Entlastung des Sees gesprengt werden.

## Belastung
Im Juli 2005 wurden vom Umweltbundesamt in Dessau Ergebnisse einer Untersuchung aus dem Jahre 2004 veröffentlicht, wonach in Fischen eine bis zu 18-fach über dem Grenzwert liegende Konzentration von Beta-HCH gemessen wurde. Beta-HCH ist ein Rückstand aus der früheren, seit 1984 allerdings eingestellten Lindan-Produktion in Bitterfeld.

## Künstlerische Darstellungen
Die Flusslandschaft an den Mulden ist vielfach künstlerisches Motiv gewesen; eine 2013 veröffentlichte Studie dazu führt etwa 260 Werke auf, die die Zeitspanne von den Anfängen der Landschaftsmalerei bis zum Beginn des 20. Jahrhunderts umfassen. In neuerer Zeit hat die Künstlerin und Kunstpädagogin Marion Bekker (* 1958) Landschaft und Architektur des sächsischen Muldetals in zahlreichen ihrer Bilder in expressionistischer Weise festgehalten.

## Galerie

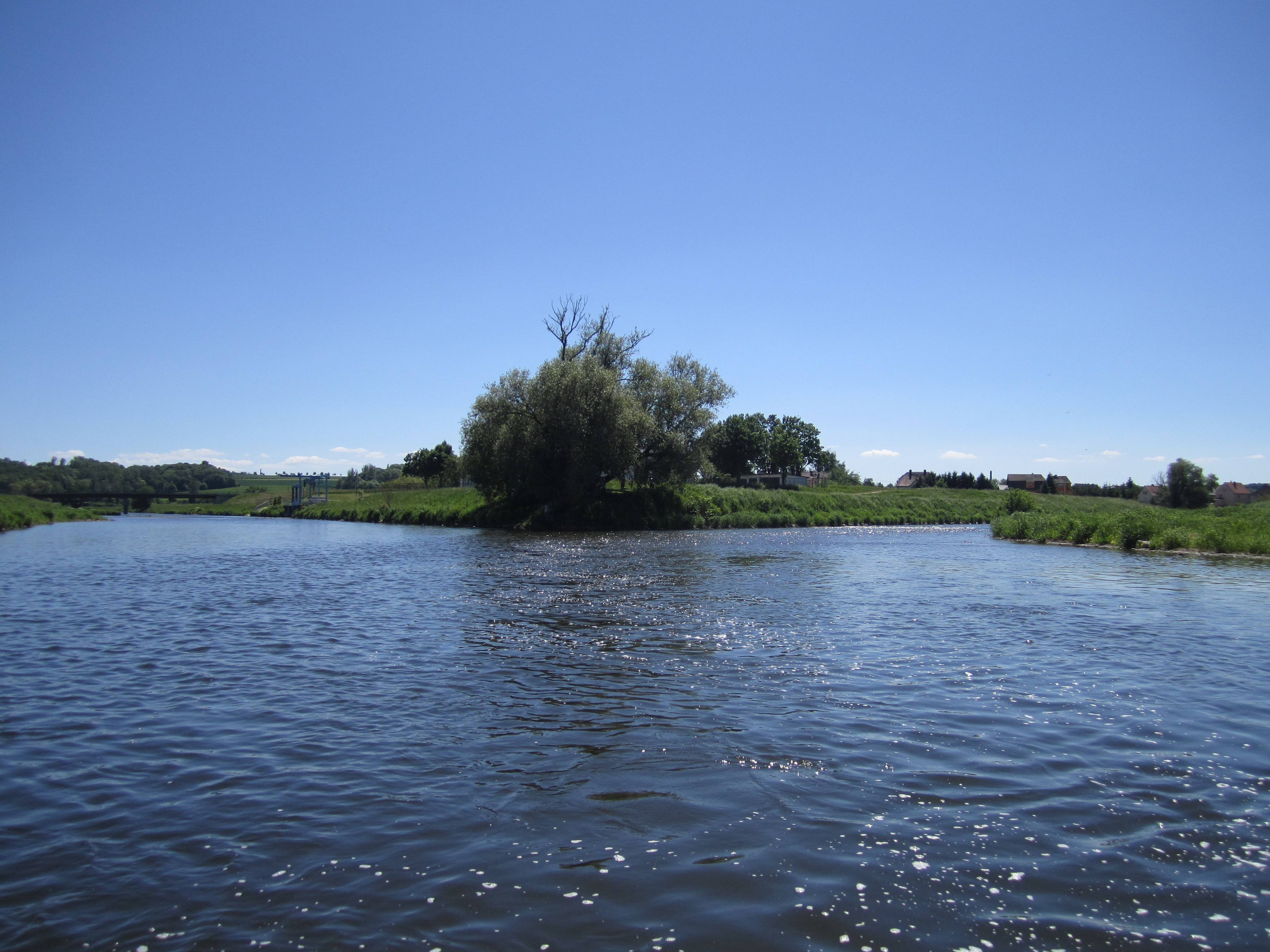
Zusammenfluss bei Sermuth
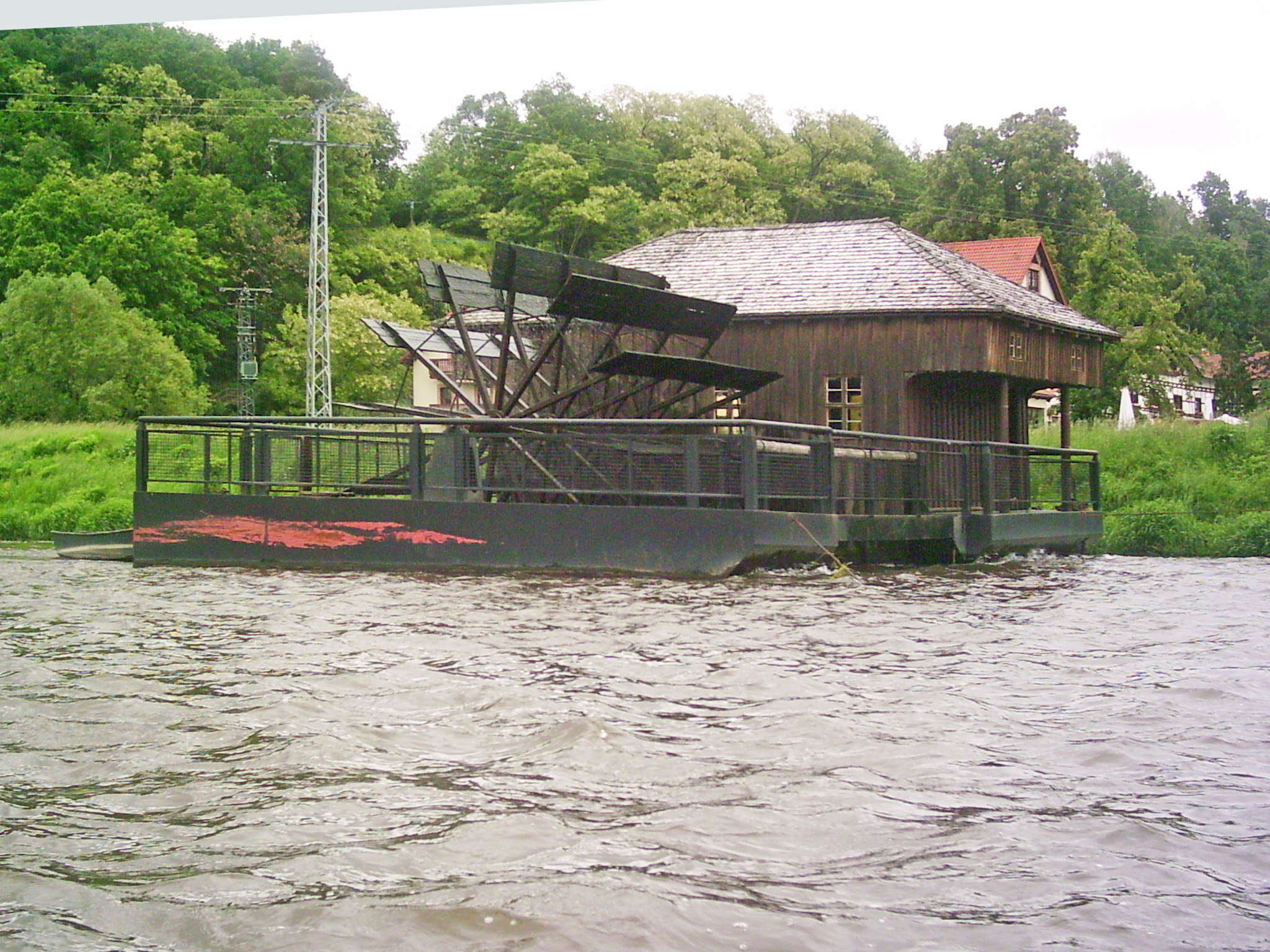
Schiffsmühle Höfgen
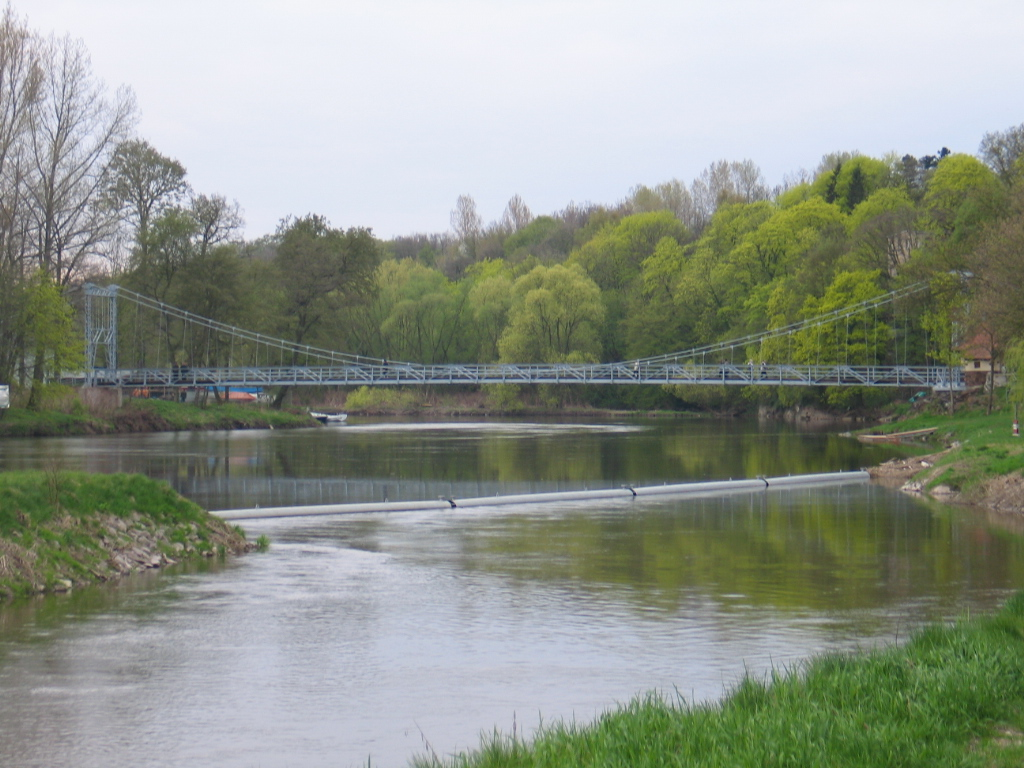
Die Grimmaer Hängebrücke
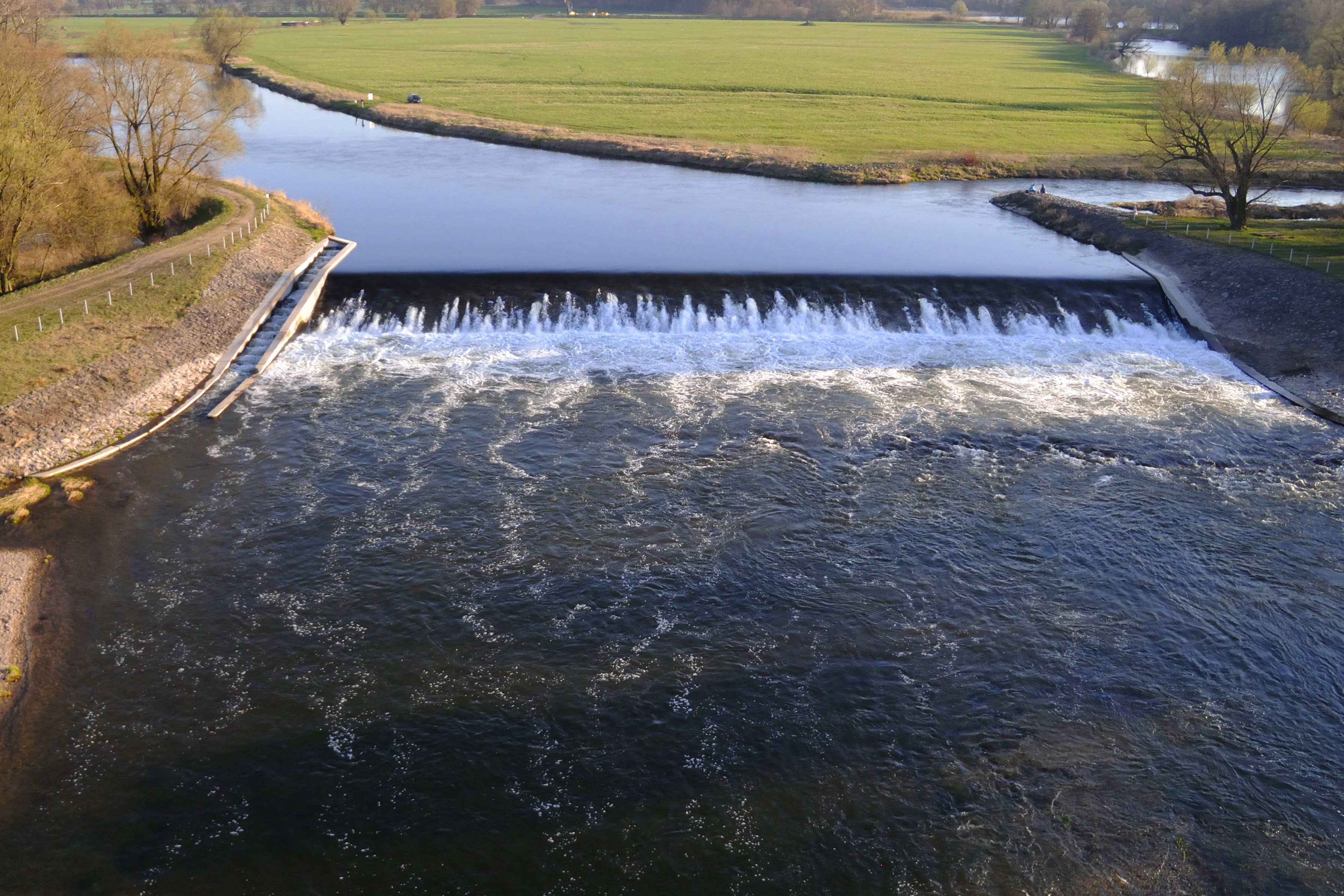
Kollauer Wehr mit Fischtreppe
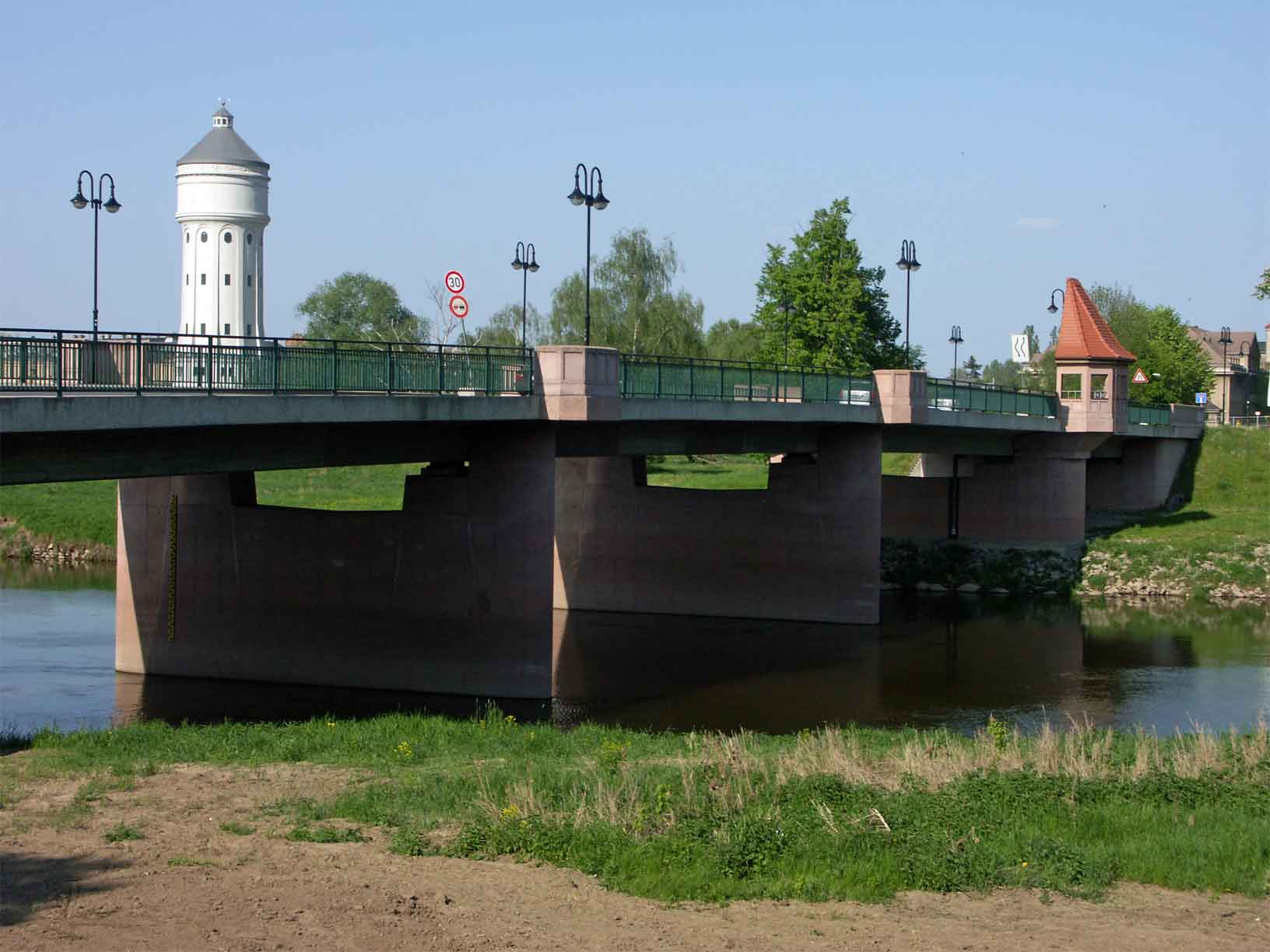
Muldebrücke in Eilenburg (1999 errichtet)
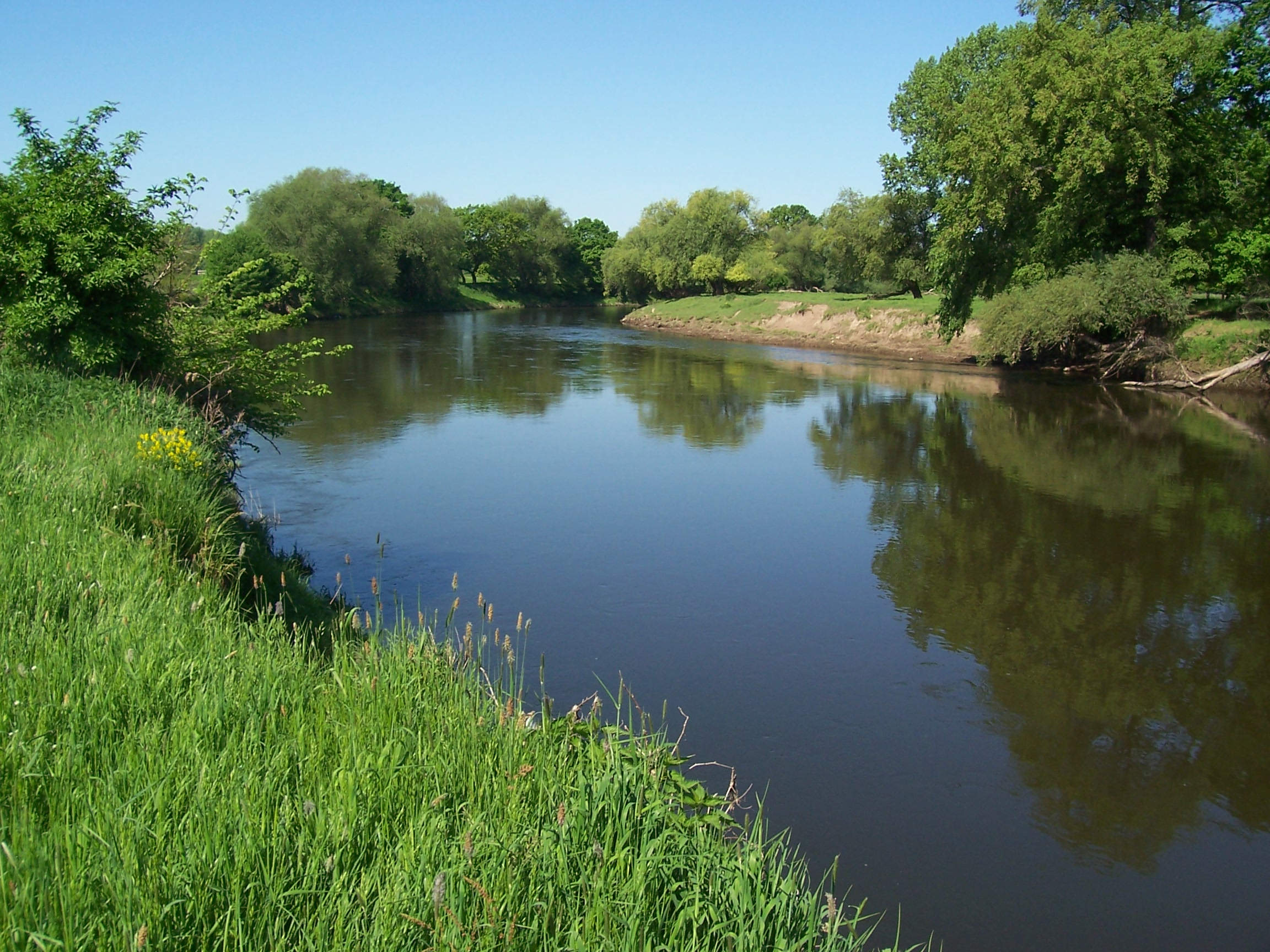
Mulde bei Eilenburg
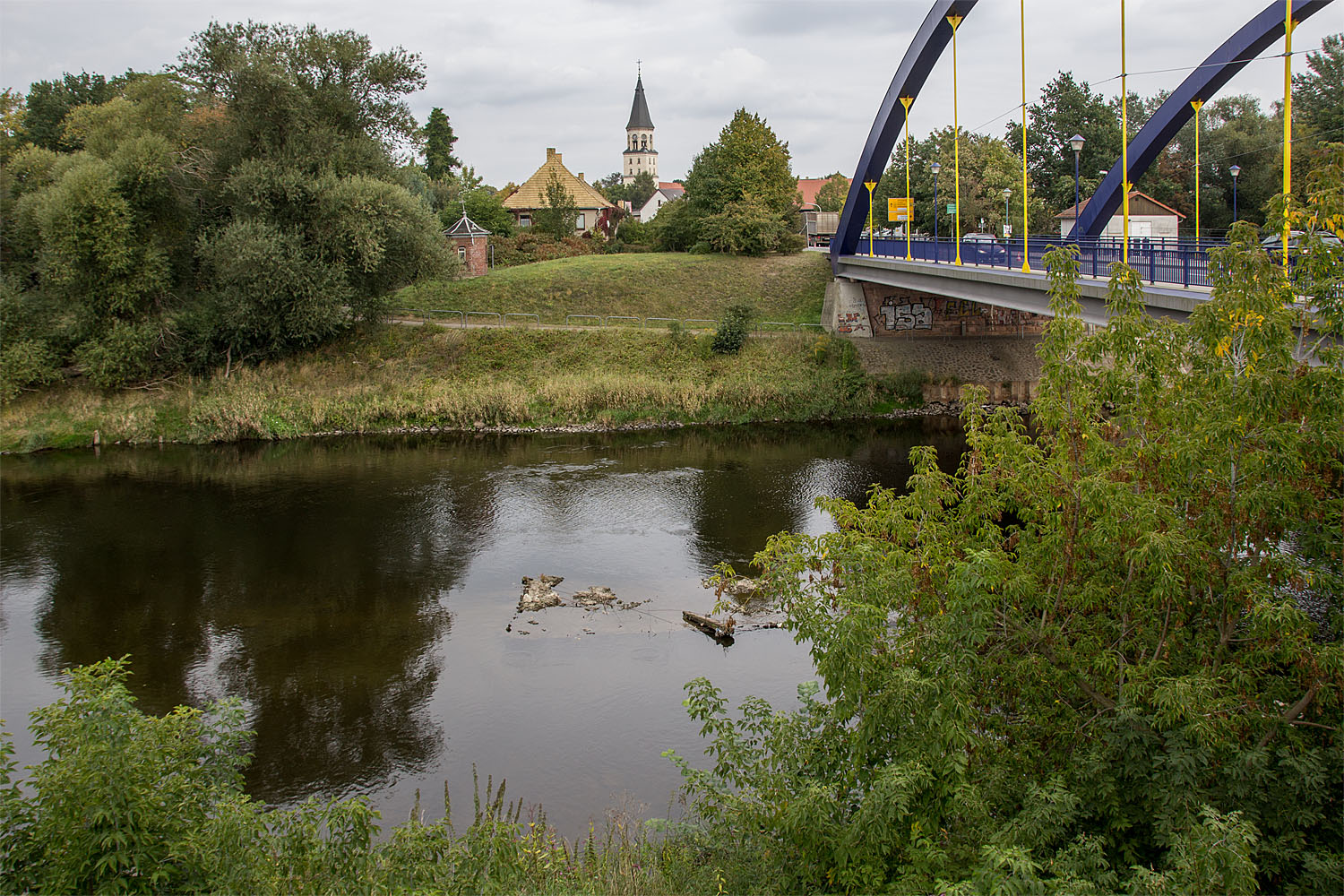
Muldebrücke in Bad Düben (1995 errichtet)
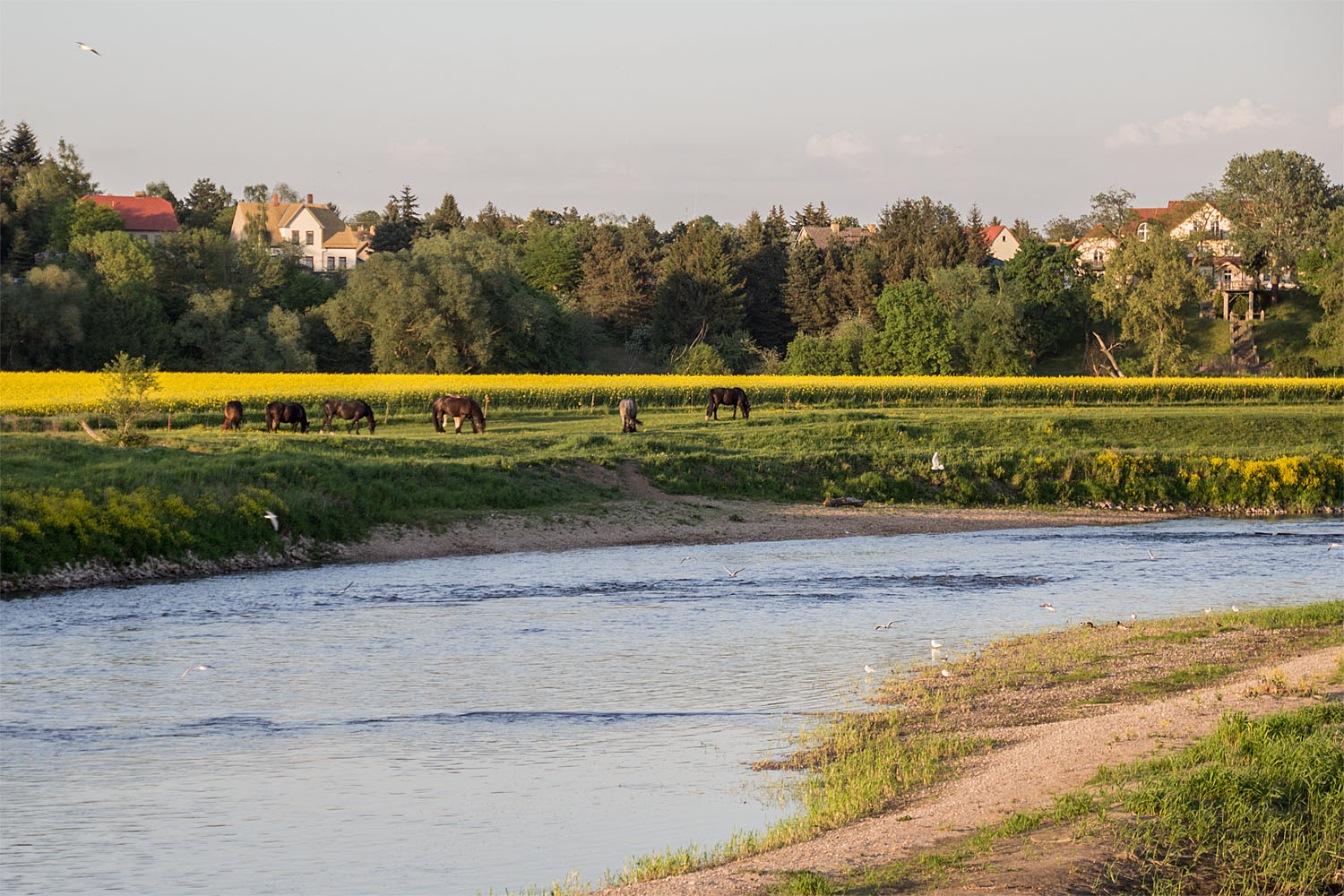
Mulde bei Bad Düben
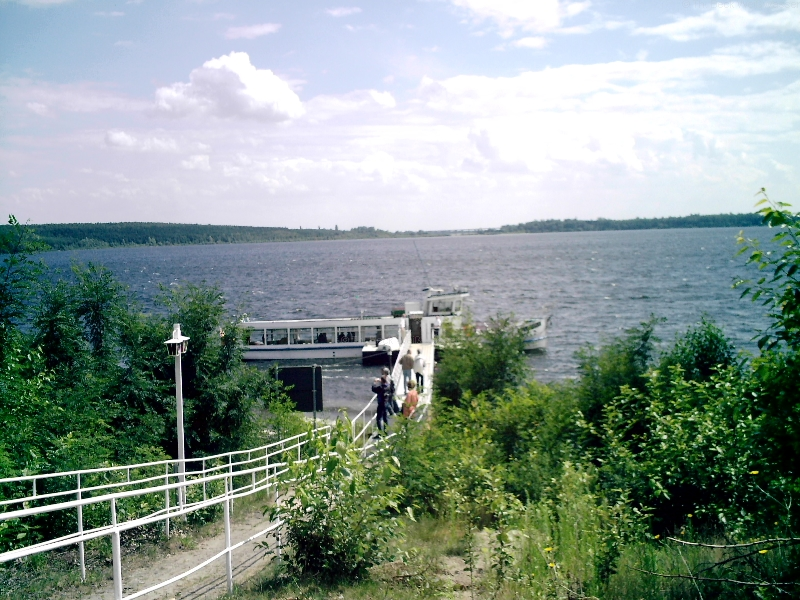
Muldestausee
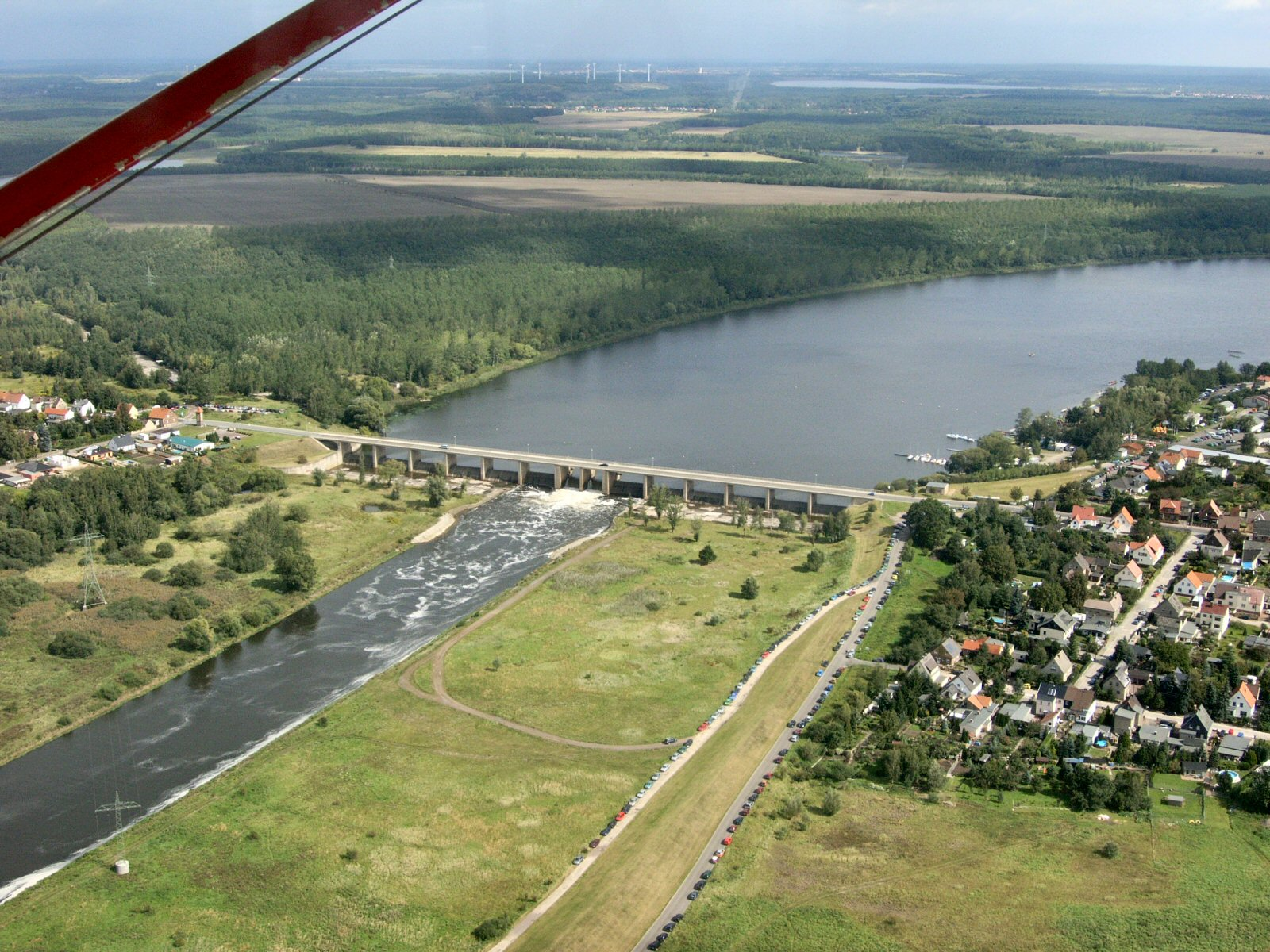
Muldestausee und Friedersdorf
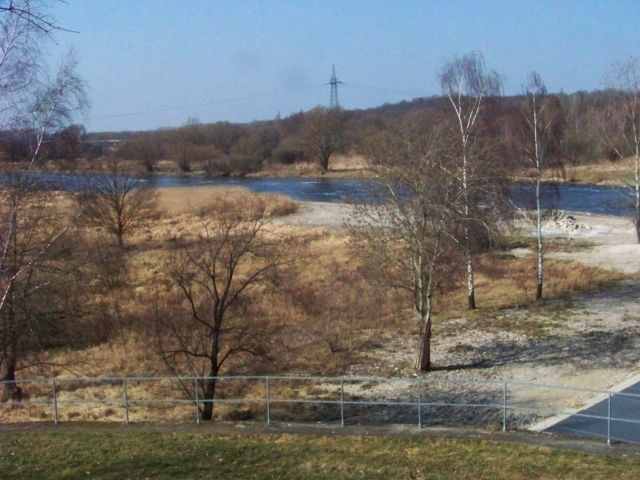
Mulde bei Friedersdorf
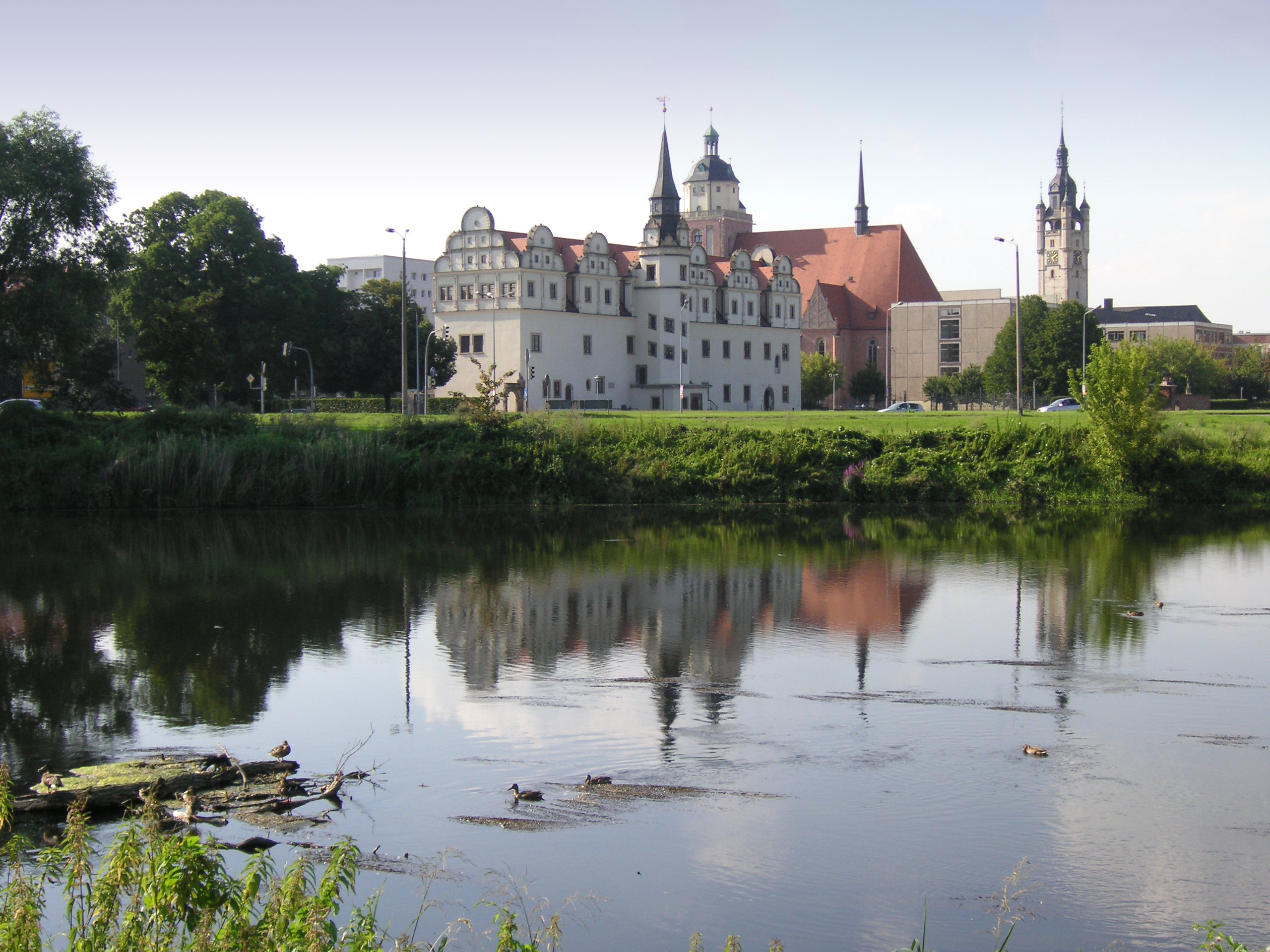
Dessau mit Mulde
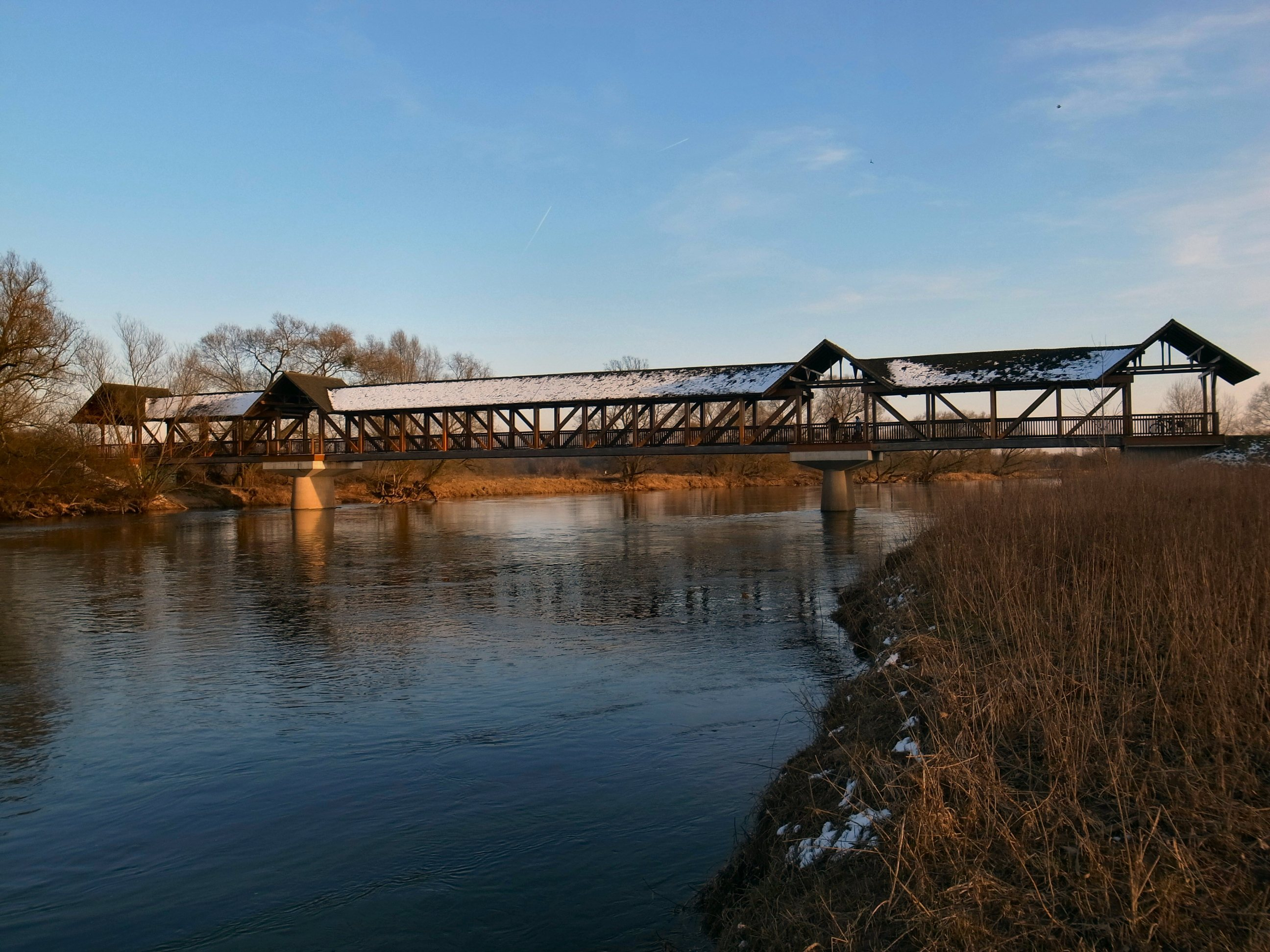
Jagdbrücke über die Mulde bei Dessau
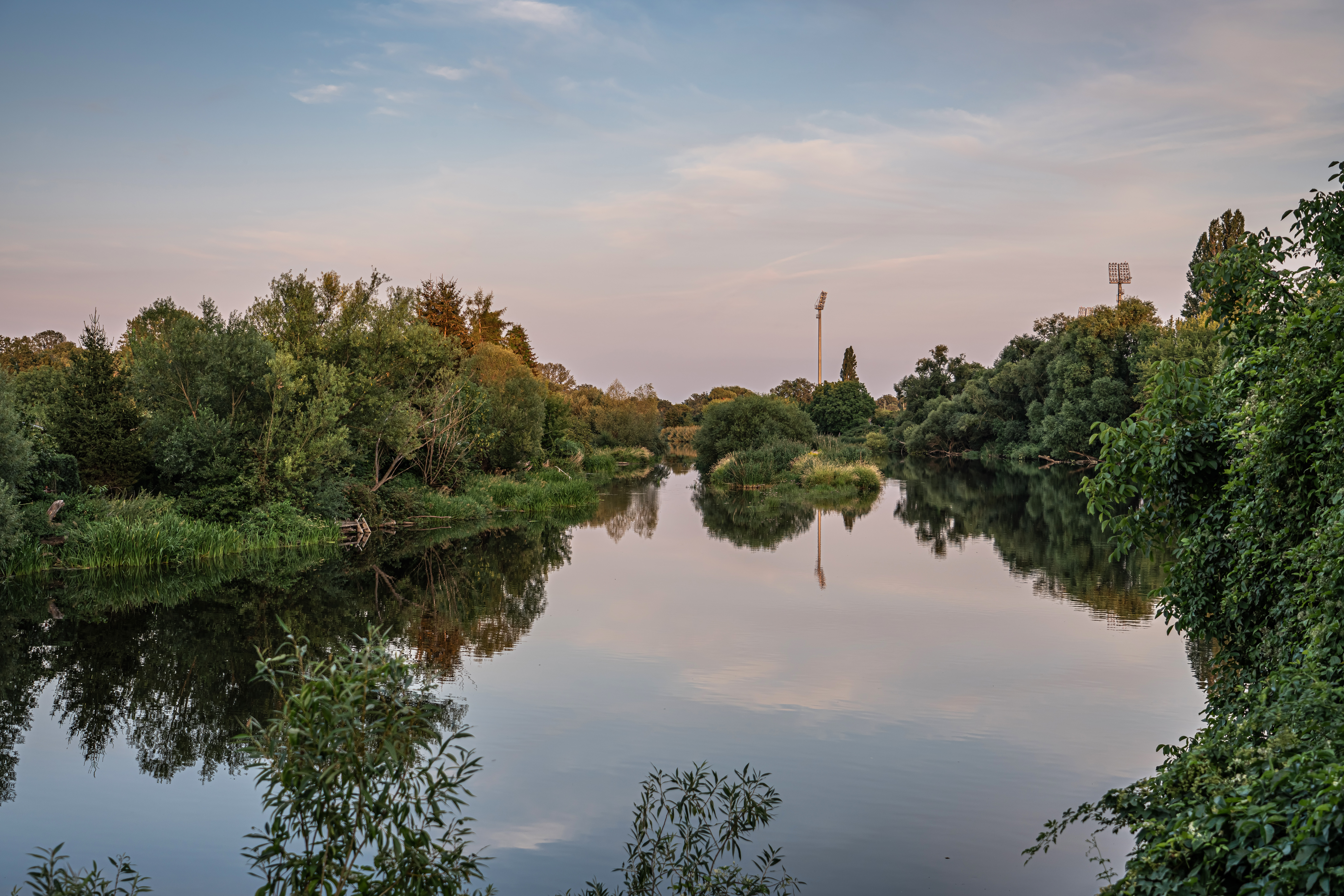
Mulde in Dessau
Falschfarbenbild der Dessau-Wörlitzer Elbauen zwischen Dessau und Coswig mit Muldemündung aus DGM1-Daten